# Roman Buchta (duchowny)
Roman Buchta (ur. 13 sierpnia 1968 w Katowicach) – polski duchowny katolicki, katechetyk, dr hab., profesor Uniwersytetu Śląskiego.

## Życiorys
W 1987 roku zdał egzamin maturalny w V Liceum Ogólnokształcącym im. Władysława Broniewskiego w Katowicach, po czym podjął studia na Wyższym Śląskim Seminarium Duchownym w Katowicach, zakończone obroną pracy magisterskiej pt. Jezusowe rozumienie szabatu na tle historyczno-teologicznego rozwoju tego święta w 1993 roku. 15 maja 1993 roku otrzymał święcenia prezbiteratu. W latach 1993–1999 był wikariuszem w parafii św. Michała Archanioła w Orzegowie, jednocześnie w 1993 roku podjął studia w Akademii Teologii Katolickiej w Warszawie, zakończone uzyskaniem licencjatu kanonicznego 28 października 1996 roku. W 1999 roku rozpoczął studia doktoranckie na Katolickim Uniwersytecie Lubelskim. W 2003 roku uzyskał stopień naukowy doktora na podstawie pracy Znajomość przypowieści ewangelicznych u katechizowanych maturzystów liceów ogólnokształcących w Rudzie Śląskiej, w roku akademickim 2003/2004 został pracownikiem Wydziału Teologicznego Uniwersytetu Śląskiego. W 2014 roku objął stanowisko dyrektora Wydziału Katechetycznego Kurii Metropolitalnej w Katowicach. W 2018 roku został wybrany prezydentem European Forum for Religious Education in Schools (Eufres). W 2021 roku został przewodniczącym Stowarzyszenia Katechetyków Polskich.
Do jego zainteresowań naukowych należą biblijny wymiar katechezy, katecheza dorosłych, katecheza specjalna, wychowanie młodzieży w katechezie i mistagogia chrześcijańska

## Wybrane publikacje
Źródło: Wydział Teologiczny Uniwersytetu Śląskiego
- Znajomość przypowieści ewangelicznych u katechizowanych maturzystów liceów ogólnokształcących w Rudzie Śląskiej (2004)
- Etyczne i duchowe potrzeby osób niepełnosprawnych (2007, współautor)
- Wychowanie w wierze w kontekście przemian współczesności (2011, współautor)
- Mistagogia w polskiej refleksji i praktyce katechetyczno-duszpasterskiej po II Soborze Watykańskim (2017)